# Semiothisa nundinata
Semiothisa nundinata är en fjärilsart som beskrevs av Achille Guenée 1858. Semiothisa nundinata ingår i släktet Semiothisa och familjen mätare. Inga underarter finns listade i Catalogue of Life.